# Желєзно (Бєжаницький район)
Желєзно (рос. Железно) — присілок в Бєжаницькому районі Псковської області Російської Федерації.
Населення становить 27 осіб. Входить до складу муніципального утворення Чихачьовське муніципальне утворення.

## Історія
Від 2005 року входить до складу муніципального утворення Чихачьовське муніципальне утворення.

## Населення
| 2001 | 2002 | 2010 |
| ---- | ---- | ---- |
| 54   | ↘47  | ↘27  |